# Aston Martin DB9
Aston Martin DB9 é um Grand tourer lançado pela Aston Martin em 2004. Ele foi o primeiro modelo a ser fabricado na nova fábrica da Aston Martin em Gaydon em Warwickshire, Inglaterra. O nome "DB" é uma homenagem a David Brown, que foi proprietário da Aston por boa parte da sua história. O DB9, que foi concebido por Ian Callum e acabado pelo seu sucessor, Henrik Fisker, substituiu o agora descontinuado Aston Martin DB7 (também desenhado por Callum) que começou a sua produção em 1994.
No programa inglês de automobilismo Top Gear, o DB9 tem um lugar de grande consideração, principalmente na parte da Cool Wall, onde os apresentadores consideram que o carro é demasiado fixe para estar na parede e recebeu a sua categoria, a DB9 Sub Zero Fridge (Refrigerador Sub-Zero do DB9) que na verdade é um mini-frigorífico com o cartão do carro dentro dele.
Em 2012 foi feito um Reestyling ao qual chamaram de Aston Martin Virage a ideia inicialmente foi pôr o Virge entre o Aston Martin Vanquish e o DB9 mas antes mesmo de ser Lançado, deram-lhe o Nome de DB9 e passaria assim ser apenas um Reestyling e não um novo modelo, em meados de 2016, seria descontinuado com apresentação do seu Sucessor o Aston Martin DB11.

## Resumo
O Aston Martin DB9 vem com duas variantes; o coupé e o descapotável "Volante", cada um produzindo 477 cv de um motor 5.9 V12, originalmente tirado do Aston Martin V12 Vanquish. De facto, o motor V12 é a razão de a Aston Martin não ter chamado ao carro DB8, pois poderia sugerir que apenas tinha um motor V8. Um relatório afirma que a Aston Martin acreditava que o DB9  foi um salto tão grande em comparação com o DB7, que deram-lhe o nome de DB9 em vez de DB8, que sugeria uma evolução gradual. A capacidade de produção da fábrica de Gaydon para o DB9 poderia permitir para aproximadamente cinco mil unidades por ano, que é relativamente o mesmo volume de produção de outros carros desportivos estimados, em particular o Ferrari F430 e o Porsche 911 Turbo.